# Komitee für unamerikanische Umtriebe
Das Komitee für unamerikanische Umtriebe, im Original House Committee on Un-American Activities, abgekürzt HUAC (oder HCUA) für die Kurzbezeichnung House Un-American Activities Committee, oft auch übersetzt als Ausschuss für unamerikanische Umtriebe, war ein Gremium beim Repräsentantenhaus der Vereinigten Staaten von Amerika.
Es sollte ursprünglich die Bedrohung einer Unterwanderung der amerikanischen Gesellschaft durch Anhänger des deutschen Nationalsozialismus, später vor allem während der McCarthy-Ära Kommunisten bzw. deren mögliche Sympathisanten untersuchen und anschließend geeignete Gesetzesentwürfe zur Begegnung der vorgeblichen Bedrohung vorlegen.

## McCormack-Dickstein-Committee1934
Der Vorsitzende des Einwanderungs- und Einbürgerungskomitees im US-Kongress, Samuel Dickstein, der persönliche Untersuchungen über Nazi-Aktionen und faschistische Gruppierungen in den USA angestellt hatte, legte am 3. Januar 1934 seine Ergebnisse dem 73. Kongress vor. Mit der so genannten „Dickstein-Resolution“ (H.R. #198) vom März 1934 wurde dann ein „Komitee zur Untersuchung unamerikanischer Umtriebe“ unter John W. McCormack eingerichtet. Als Jude lehnte Dickstein den persönlichen Vorsitz im Committee ab. Das korrekte Mandat lautete „Informationen zu erhalten, wie ausländische subversive Propaganda in die USA kam und wer sie verbreitete.“
Das Jahr 1934 verbrachte die Kommission mit öffentlichen und privaten Anhörungen in sechs Städten, befragte hunderte Zeugen und erzeugte 4.300 Seiten Material. Dickstein propagierte die Ausrottung aller Spuren des Nazismus in den USA und befragte viele persönlich. Sein Hang zu Dramatik und Sensation, verbunden mit gelegentlich aufgebauschten Vorwürfen, sicherte ihm Schlagzeilen. Besonders abgesehen hatte er es auf den Amerikadeutschen Bund. Das Committee deckte den so genannten Business Plot zum Sturz Roosevelts auf. Aus den Untersuchungsergebnissen resultierte der 1938 verabschiedete Foreign Agents Registration Act.

## Dies Committee1938
1937 rief Dickstein im Kongress zu einem neuerlichen Ausschuss auf, der dann im Folgejahr unter dem Vorsitz von Martin Dies Jr. (Dies-Committee) seine Tätigkeit aufnahm und später den Namen „Komitee für unamerikanische Umtriebe“ (HUAC) erhielt.
Der Ausschuss hatte insgesamt sieben Mitglieder. Außer Martin Dies waren dies:
- Joe Starnes (Demokratische Partei/Alabama),
- Jerry Voorhis (Demokratische Partei/Kalifornien),
- John J. Dempsey (Demokratische Partei/New Mexico),
- Joseph E. Casey (Demokratische Partei/Massachusetts),
- J. Parnell Thomas (Republikanische Partei/New York) und
- Noah M. Mason (Republikanische Partei/Illinois).

Neben nazismusverdächtigen Deutschamerikanern befasste es sich nun mit dem Ku-Klux-Klan, stellte aber „mangels Daten“ (Chefberater Ernest Adamson) diese Untersuchung ein und ging zur Kommunistischen Partei der USA über, von der man annahm, dass sie die Works Progress Administration und das „Federal Theatre Project“ infiltriert hatte.
Aus Sicherheitsgründen befasste man sich auch mit den Lagern der 120.000 während des Krieges internierten US-Japaner und dem „American Youth Congress“, einer mit der Komintern verbundene Organisation.

## Ständiger Ausschuss nach 1945
Aufgrund der ständig zunehmenden Kritik an der Arbeit des Dies-Ausschusses schien am Ende des Zweiten Weltkriegs seine Auflösung eine beschlossene Sache.

“Everyone assumed that the special, temporary Dies committee and the 78th Congress would expire together.”

„Jeder hat erwartet, dass der temporäre Dies-Sonderausschuss gemeinsam mit dem 78. Kongress sein Ende finden würde.“

Doch am 3. Januar 1945, der 79. Kongress war gerade zu seiner Eröffnungssitzung zusammengetreten, gelang es John E. Rankin (Demokratische Partei / Mississippi) durch einen Überraschungs-Coup, die Auflösung des Dies-Ausschusses nicht nur zu verhindern, sondern diesen sogar in einen ständigen Ausschuss umzuwandeln.
Nur wenige Minuten nachdem er seine Gesetzesvorlage, durch die der bis dahin nur temporäre Dies-Ausschuss in einen ständigen Ausschuss umgewandelt werden sollte, bekannt gegeben hatte, ließ er darüber abstimmen (shotgun vote). 137 Abgeordnete der Republikaner und 70 Abgeordnete der Demokraten stimmten seiner Gesetzesvorlage zu, 150 Demokraten, 34 Republikaner und 2 Parteilose stimmten dagegen. Mit 207 zu 186 Stimmen war damit Rankins Gesetzesvorlage angenommen. Es wurde festgelegt, dass sechs Abgeordnete der Demokratischen Partei und drei der Republikanischen Partei den nun ständigen Ausschuss bilden sollten.
Eingedenk der bisherigen Tätigkeiten des Ausschusses ahnte die Time bereits, was die Zukunft bringen würde:

“In irresponsible hands it could, as it often had under Martin Dies, become a threat to civil liberties, by using the authority and prestige of Congress for unscrupulous or bigoted ends.”

„In unverantwortlichen Händen könnte der Ausschuss, wie [schon so] oft unter [dem Vorsitz von] Martin Dies, zu einer Bedrohung der bürgerlichen Freiheiten werden, indem er die Autorität und das Ansehen des Kongresses für gewissenlose und bigotte Absichten benutzt.“

Die Untersuchungen brachten zuerst wenig. Das Komitee und die Medien stellten es jedoch als großen Erfolg dar, als bekannt wurde, dass einige Beamte mit kommunistischen Sympathien oder Verbindungen für die amerikanische Regierung arbeiteten. Der Hintergrund dafür war, dass in den 1930er Jahren viele Intellektuelle und einige Beamte in der New-Deal-Regierung mit dem radikalen Marxismus sympathisierten, einige hatten in den 1940er Jahren sogar gehobene Positionen erreicht. Unter der Führung von Martin Dies und Richard Nixon sorgte das Komitee für die Verurteilung von Alger Hiss. Allerdings waren viele, darunter auch Antikommunisten, mit der Bezeichnung „unamerikanische Umtriebe“ nicht besonders glücklich. Am 14. Oktober 1954 erließ Präsident Eisenhower ein Dekret, wonach eine Aussageverweigerung vor dem Ausschuss zur Entlassung aus dem Staatsdienst führe.
1947 wurden auch die deutschen Emigranten Thomas Mann, Bertolt Brecht und Hanns Eisler vorgeladen. Brecht verließ daraufhin die USA. Ende der 1940er Jahre stürzte sich das Komitee auf die vermeintlich kommunistische Propaganda aus Hollywood. Dies führte zu einer umfangreichen Schwarzen Liste von linken und kommunistischen Filmschaffenden, darunter die berühmten Hollywood Ten. Wegen ihrer Weigerung, dem Komitee als Zeugen Rede und Antwort über Parteimitgliedschaften zu stehen, wurden diese wegen Missachtung verurteilt und eingesperrt. Sie waren damit diskreditiert und hatten kaum noch die Möglichkeit, in ihrem Beruf als Autor oder Regisseur zu arbeiten. Pro-sowjetische Hollywood-Filme waren aber kaum aufzufinden; eines der seltenen Beispiele ist Mission to Moscow, der tatsächlich mit Unterstützung Franklin D. Roosevelts 1943 in die Kinos gebracht wurde.
Die Arbeit des HUAC-Komitees nahm für viele Beobachter mit den Anhörungen in Hollywood endgültig den Charakter einer „Hexenjagd“ an. Obwohl er selbst nie Mitglied des HUAC war, erhielt die folgende Zeit angelehnt an den Namen des antikommunistischen Senator Joseph McCarthy die Bezeichnung McCarthy-Ära. Die Anschuldigungen des ehrgeizigen Senators gegen „pro-kommunistische“ Regierungsmitarbeiter, zunächst von Edgar Hoover und dem FBI massiv unterstützt, wirkten plausibel vor dem Hintergrund der Erfolge Stalins in Europa und Maos in China und der durch Selbstanzeige ehemaliger kommunistischer Spione nach und nach aufgedeckten erfolgreichen russischen Atomspionage. McCarthy wurde 1955 entmachtet; 1960 begann die Rehabilitation von mit Berufsverbot belegten Filmschaffenden, angefangen mit dem namhaften Drehbuchautor Dalton Trumbo.
In den 1960er Jahren ermittelte das HUAC-Komitee gegen die Neuen Linken und stalinistische Studentenparteien wie die Progressive Labor Party. Aber die Zeit hatte sich gewandelt. Betroffene wie Jerry Rubin und Abbie Hoffman hatten viel weniger zu verlieren als Beamte, Angestellte oder Drehbuchautoren. Sie verwandelten die Show-Befragung in eine Art dadaistisches Happening und wurden zu Stars der Gegenkultur, die ihre alten etablierten Gegenspieler lächerlich machten.
Dennoch war der Ausschuss für Hunderte von Entlassungen, eine Unzahl öffentlicher Diffamierungen und im kulturellen Bereich für eine große Zahl faktischer Berufsverbote verantwortlich. Das noch heute gestörte Verhältnis zwischen weiten Teilen der amerikanischen Kulturschaffenden und der Republikanischen Partei der USA wird auch auf die Zeiten dieses Ausschusses zurückgeführt. Die Auswüchse seiner Aktivitäten veranlassten bereits Präsident Harry S. Truman (1884–1972) zu der folgenden Grundsatzkritik:

“I've said many a time that I think the Un-American Activities Committee in the House of Representatives was the most un-American thing in America!”

„Ich habe wiederholt gesagt, dass ich der Meinung bin, das Komitee für unamerikanische Umtriebe im Repräsentantenhaus war die un-amerikanischste Angelegenheit in Amerika!“

1969 wurde das HUAC in Committee on Internal Security (Komitee für innere Sicherheit) umbenannt. Es wurde 1975 aufgelöst.

## Vorsitzende
| Name                  | Partei       | Bundesstaat  | Amtszeit  | Kongresse | Anmerkungen                 |
| --------------------- | ------------ | ------------ | --------- | --------- | --------------------------- |
| Martin Dies           | Demokraten   | Texas        | 1938–1944 | 75.–79.   |                             |
| Edward J. Hart        | Demokraten   | New Jersey   | 1945      | 79.       | im Juli 1945 zurückgetreten |
| John Stephens Wood    | Demokraten   | Georgia      | 1945–1947 | 79.       | 1. Amtszeit                 |
| J. Parnell Thomas     | Republikaner | New Jersey   | 1947–1949 | 80.       |                             |
| John Stephens Wood    | Demokraten   | Georgia      | 1949–1953 | 81.–82.   | 2. Amtszeit                 |
| Harold Himmel Velde   | Republikaner | Illinois     | 1953–1955 | 83.       |                             |
| Francis E. Walter     | Demokraten   | Pennsylvania | 1955–1963 | 84.–88.   |                             |
| Edwin E. Willis       | Demokraten   | Louisiana    | 1963–1969 | 88.–90.   |                             |
| Richard Howard Ichord | Demokraten   | Missouri     | 1969–1975 | 91.–93.   |                             |

## Bedeutende Mitglieder
- Richard Nixon
- Gordon H. Scherer
- Karl Earl Mundt
- Felix Edward Hébert
- John E. Rankin
- Richard B. Vail

## Film
Filme, in denen das HUAC ein zentrales Element der Handlung darstellt, sind u. a.:
- So wie wir waren (1973); Regie: Sydney Pollack, u. a. mit Barbra Streisand, Robert Redford
- Hollywood vor Gericht (1976); Dokumentarfilm, Regie: David Helpern, u. a. mit John Huston (Erzähler)
- Der Strohmann (1976); Regie: Martin Ritt, u. a. mit Woody Allen
- Schuldig bei Verdacht (1991); Regie: Irwin Winkler, u. a. mit Robert De Niro, Annette Bening
- The Majestic (2001); Regie: Frank Darabont, u. a. mit Jim Carrey, Laurie Holden
- Trumbo (2015); Regie: Jay Roach, u. a. mit Bryan Cranston, Diane Lane, Helen Mirren